# 페테르스사향땃쥐
페테르스사향땃쥐(Crocidura gracilipes)는 땃쥐과에 속하는 포유류의 일종이다. 탄자니아의 토착종이다.